# Lasostep

Ekoregion lasostepu środkowo- i wschodnioeuropejskiego

Lasostep – formacja roślinna stanowiąca w Eurazji strefę przejściową między stepami na południu a lasami liściastymi na północy. Ma charakter makromozaiki tworzonej przez przemieszane wzajemnie płaty zbiorowisk stepowych i leśnych. W części północnej lasostepu przeważają powierzchniowo lasy, a w południowej – stepy. Ze względu na oddziaływanie człowieka obszary roślinności stepowej w ogromnej części zamienione zostały na pola uprawne. 
Obszar formowania się formacji w Europie Środkowej i Wschodniej wyróżniany jest jako ekoregion PA0419 („lasostepy wschodnioeuropejskie”). Obejmuje on tereny w północno-wschodniej Bułgarii, wschodniej Rumunii oraz na rozległych obszarach Mołdawii, Ukrainy i Rosji. W sumie obszar występowania lasostepu to 72,7 tys. km². 
Odpowiedniki tej formacji, czasem także określane mianem lasostepów, występują w Azji i Ameryce Północnej. Na wschód od Uralu podobny charakter mają tzw. kołki (lasy drobnolistne) występujące między tajgą i stepami. W Azji południowo-zachodniej i środkowej (Iran i Turkmenistan) wyróżniane są lasostepy na terenach górskich (pasma Zagros, Elburs, Kopet-dag i Kuh-e Rud), występują one także we wschodniej Anatolii. W Ameryce Północnej odpowiednikiem jest ekoregion prerie północne z laskami osikowymi oraz centralna strefa przejściowa między lasami a prerią z różnymi gatunkami dębów. 

## Warunki geograficzno-klimatyczne i edaficzne

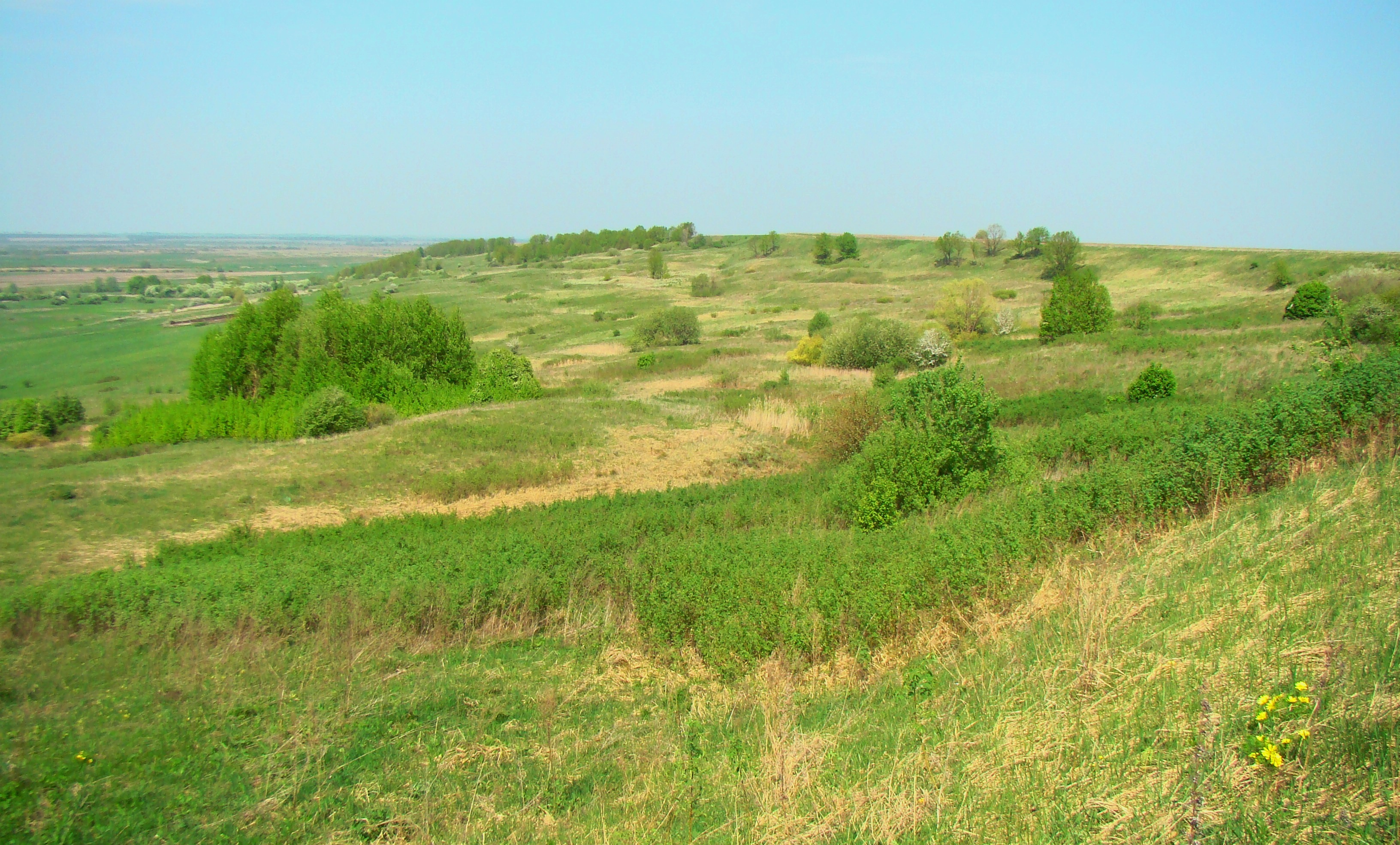
Lasostep w obwodzie niżnonowogrodzkim, Rosja

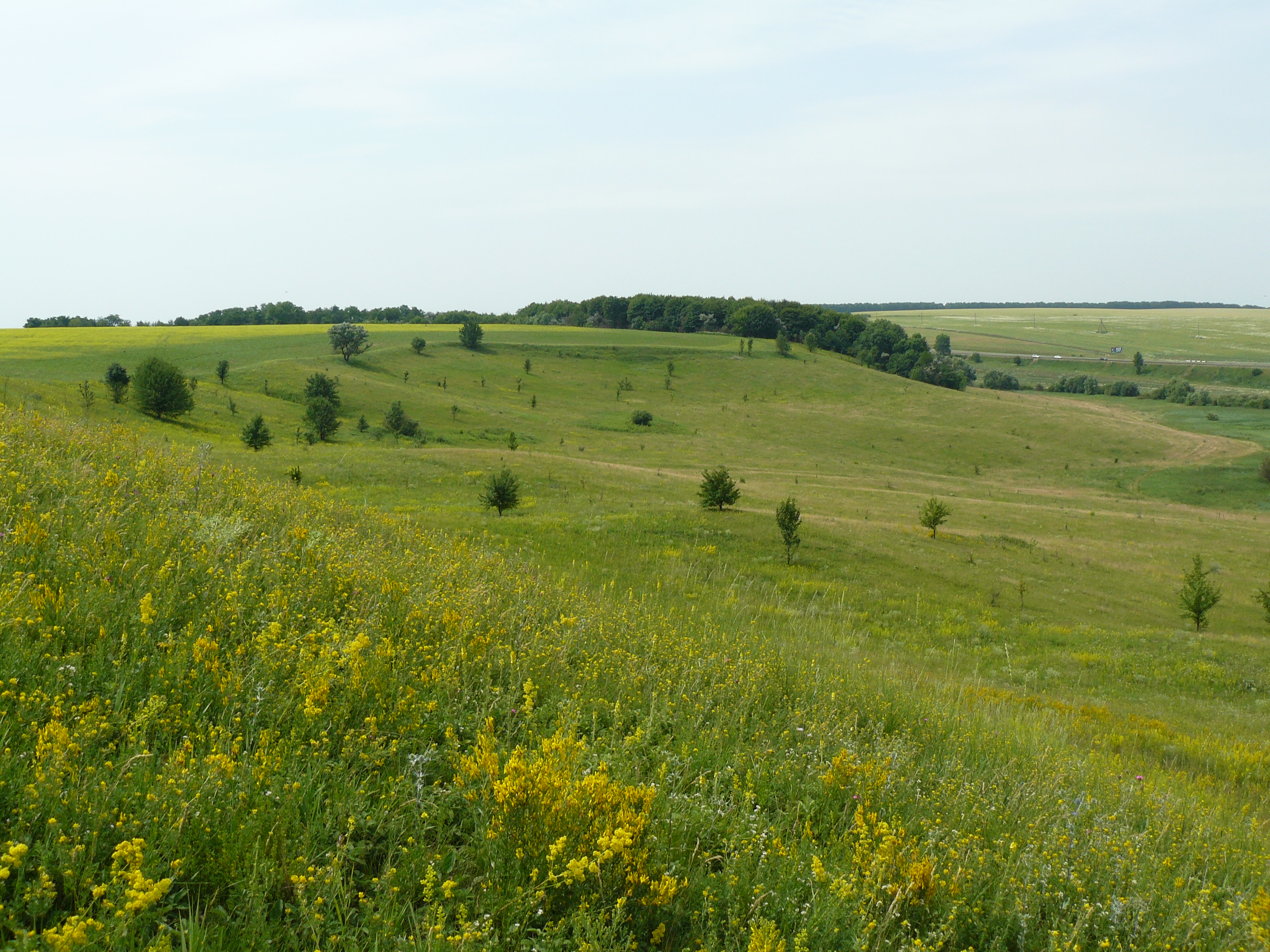
Lasostep w pobliżu rzeki Tykicz Gniły, Obwód kijowski, Ukraina

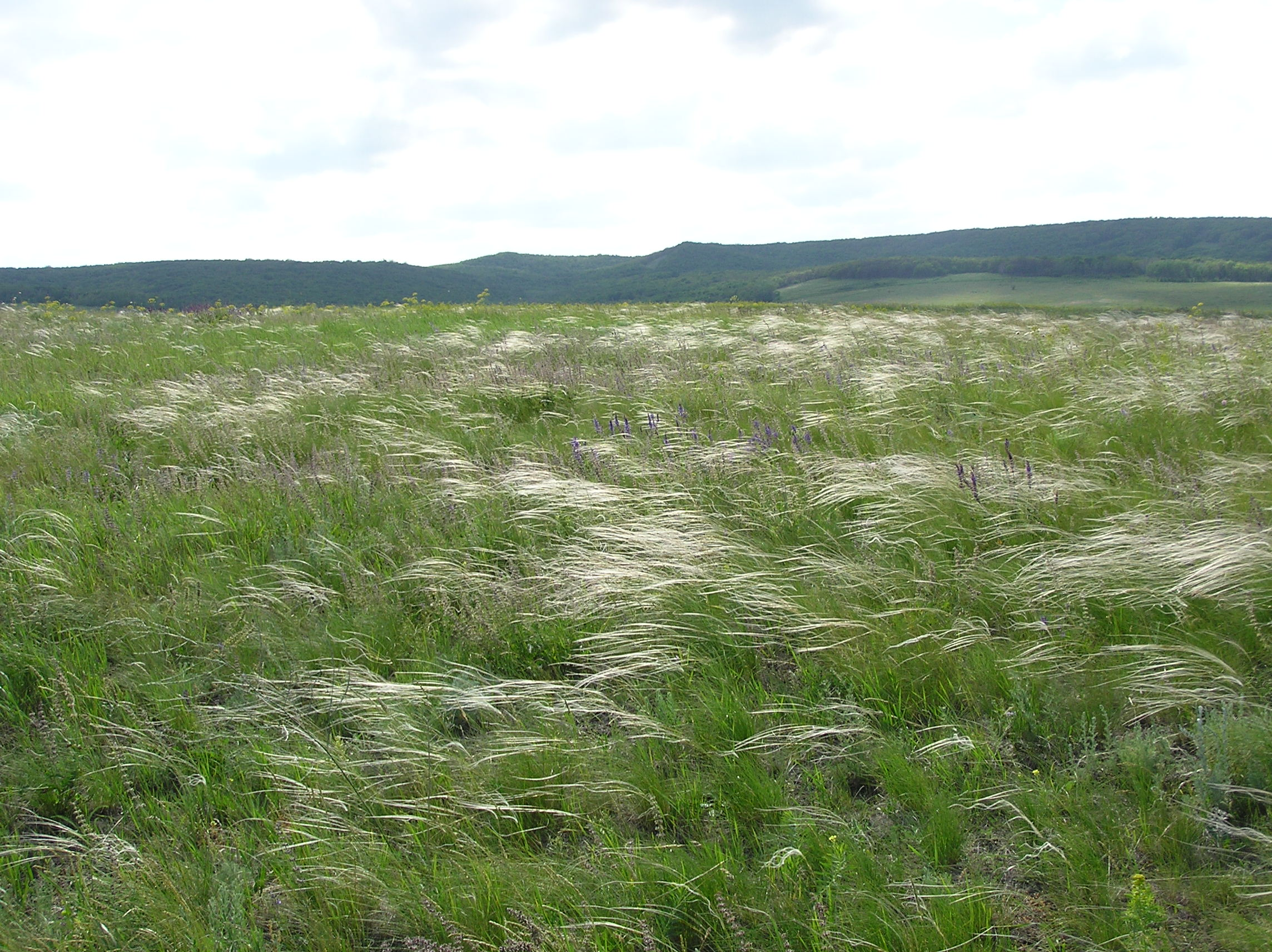
Step ostnicowy na pierwszym planie i w tle lasy – lasostep w pobliżu Saratowa, Rosja

Warunki klimatyczne mają charakter pośredni między właściwą strefą stepową i strefą lasów. Opady roczne wynoszą 400–450 mm (w strefie stepowej poniżej 300 mm). Mimo że brak w strefie lasostepu okresu corocznej suszy, typowej dla stepów, występuje tu okres suchy. Średnia temperatura lipca jest nieco niższa w lasostepie (ok. 20 °C) niż we właściwej strefie stepowej (ok. 23 °C). Wśród gleb dominują gleby bielicowe na lessie, poza tym czarnoziemy, gleby torfowe i słone. Warunki glebowe i rzeźba terenu decydują o występowaniu zbiorowisk leśnych i stepowych w obrębie lasostepu. Lasy kształtują się na wzniesieniach, stokach dolin, na glebach przepuszczalnych. Roślinność stepowa wykształca się zaś na glebach ciężkich, trudno przepuszczalnych, na terenach równinnych. Rozwojowi roślinności stepowej sprzyjają też pożary (powstające naturalnie od piorunów) oraz wypas zwierząt. 
W zależności od kształtowania się warunków klimatycznych w przeszłości zasięg strefy lasostepu oraz kompozycja w jego obrębie płatów leśnych i stepowych ulegała zmianie. W Ameryce Północnej na Środkowym Zachodzie w czasach, gdy pożary prerii nie były gaszone, obszar bezleśny tworzył w głębi strefy leśnej „półwysep preriowy”.

## Szata roślinna
Z powodu suboptymalnej dla lasów ilości opadów drzewostan zużywa w ciągu lata zapas dostępnej w glebie wody, co sprawia, że w zbiorowiskach leśnych lasostepu praktycznie brak gatunków krzewiastych w podszycie. Zbiorowiska zaroślowe w obrębie formacji tworzą zwykle tylko niskie krzewy z rodzajów tawuła Spiraea, karagana Caragana i migdałowiec Amygdalus, rozwijające się w miejscach skalistych. Zaroślowy pokrój mają najbardziej na południe wysunięte płaty gajów dębowych, ze względu na skrajnie trudne warunki do rozwoju drzew. Płaty lasów są zwykle wyraźnie wyodrębnione od zbiorowisk stepowych – niemal brak w lasostepie drzew pojedynczo rosnących, ponieważ drzewa liściaste nie są w stanie konkurować z trawami rosnąc w dużym rozproszeniu. Ograniczają występowanie drzew również niedobory wilgoci i pożary. W efekcie granica między zwartymi lasami a zbiorowiskami trawiastymi w naturalnych warunkach jest zwykle ostra.
Ze względu na zróżnicowanie roślinności w obrębie lasostepów wschodnioeuropejskich wyróżnia się:
- bałkańsko-mezjacką prowincję lasostepową,
- wschodnioeuropejską prowincję lasostepową.

W bałkańsko-mezjackiej prowincji lasostepowej na obszarze Rumunii, Bułgarii i Mołdawii występują tzw. „lasy stepowe” zaliczane w syntaksonomii do związku Aceri tatarici-Quercion (rząd Quercetalia pubescentis, klasa Querco-Fagetea). Zasięg występowania tych lasów jest szerszy niż samej formacji lasostepów, ponieważ występują dalej na zachód po obszar Węgier i  krajów byłej Jugosławii. W ich drzewostanach rosną takie gatunki jak: dąb omszony Quercus pubescens, dąb szypułkowy Q. robur, dąb bezszypułkowy Q. petraea, klon tatarski Acer tataricum i klon polny A. campestre, grusza polna Pyrus pyraster. Z gatunków krzewiastych w lasach tych spotykane są: śliwa tarnina Prunus spinosa, migdałowiec karłowy Prunus tenella, wiśnia karłowata Prunus fruticosa, róża gęstokolczasta Rosa pimpinellifolia. W runie liczne są gatunki stepowe, takie jak: kostrzewa walezyjska Festuca valesiaca, barwinek zielny Vinca herbacea, rutewka mniejsza Thalictrum minus, wiązówka bulwkowa Filipendula vulgaris, czyściec prosty Stachys recta, przetacznik kłosowy Veronica spicata, perłówka orzęsiona Melica ciliata i in.
W lasostepach prowincji wschodnioeuropejskiej lasy zmieniają się wraz z zanikiem cech oceanicznych klimatu i z nasilaniem się cech kontynentalnych. W drzewostanach lasów w zachodniej części prowincji (w obrębie Ukrainy) rosną takie gatunki zachodnie jak grab pospolity Carpinus betulus i jesion wyniosły Fraxinus excelsior. W części środkoworosyjskiej utrzymuje się jeszcze jesion, ale graba brak, pojawiają się tu też gatunki typowe dla klimatu kontynentalnego i stepów południowosyberyjskich. W części wschodniej prowincji (dorzecze Wołgi) brak graba i jesiona, duży udział ma natomiast lipa drobnolistna Tilia cordata. W runie zanikają też zachodnie gatunki ciepłolubne takie jak szałwia łąkowa Salvia pratensis i ożota zwyczajna Galatella linosyris.
W obrębie lasostepu zbiorowiska trawiaste praktycznie przestały istnieć z powodu zajęcia ich siedlisk pod pola uprawne. Niewielkie ich pozostałości spotyka się w obszarach chronionych, na przydrożach i obrzeżach lasów. W odróżnieniu od zbiorowisk położonych dalej na południu stepów właściwych, zbiorowiska trawiaste lasostepu określane są mianem „stepu łąkowego”. Cechuje się on wielkim bogactwem florystycznym (do 80 gatunków roślin na 1 m²) oraz stosunkowo znacznym udziałem roślin dwuliściennych. 